# Tekoa (Washington)
Tekoa (kiejtése: ˈtikoʊ) az Amerikai Egyesült Államok északnyugati részén, Washington állam Whitman megyéjében elhelyezkedő város. A 2010. évi népszámlálási adatok alapján 778 lakosa van.
A városban júniusban rendezik meg a Slippery Gulch Festivalt, ahol tojásdobással és tűzijátékkal lehet találkozni.

## Történet
A térség első lakói a Coeur d’Alene indiánok voltak; David A. Huffman és George T. Huffman 1886-ban érkeztek ide, és a település helyét 1888-ban jelölték ki; nevét a bibliai városról kapta.
Az alig 300 lakosú Tekoa 1889-ben kapott városi rangot; lakossága 1910-re 1694 főre nőtt. A mezőgazdaság gépesítésével a népességszám csökkenésnek indult, és 1990-ben már csak 750-en laktak itt, viszont 2000-ig újra növekedett a lakók száma.

## Éghajlat
A térség nyarai melegek (de nem forróak); a város éghajlata a Köppen-skála szerint Csb.
| Hónap                         | Jan.  | Feb.  | Már.  | Ápr.  | Máj. | Jún. | Júl. | Aug. | Szep. | Okt.  | Nov.  | Dec.  | Év    |
| ----------------------------- | ----- | ----- | ----- | ----- | ---- | ---- | ---- | ---- | ----- | ----- | ----- | ----- | ----- |
| Rekord max. hőmérséklet (°C)  | 16,1  | 18,9  | 22,8  | 34,4  | 36,7 | 41,1 | 44,4 | 41,7 | 37,8  | 32,2  | 22,2  | 17,8  | 44,4  |
| Átlagos max. hőmérséklet (°C) | 2,8   | 5,6   | 10,0  | 14,4  | 18,9 | 22,8 | 28,9 | 28,9 | 23,9  | 16,1  | 6,7   | 1,7   | 15,1  |
| Átlagos min. hőmérséklet (°C) | −5,0  | −3,3  | −1,1  | 1,1   | 4,4  | 7,8  | 10,0 | 10,0 | 5,6   | 1,1   | −2,2  | −5,6  | 1,9   |
| Rekord min. hőmérséklet (°C)  | −32,2 | −31,7 | −20,0 | −12,2 | −5,6 | −2,8 | −1,7 | −0,6 | −11,7 | −15,6 | −26,1 | −33,9 | −33,9 |
| Átl. csapadékmennyiség (mm)   | 52    | 39    | 40    | 35    | 44   | 31   | 17   | 13   | 19    | 33    | 62    | 57    | 442   |
| Forrás: The Weather Channel   |       |       |       |       |      |      |      |      |       |       |       |       |       |

## Népesség
A 2010-es népszámláláskor a városnak 778 lakója, 307 háztartása és 191 családja volt. A népsűrűség 244,7 fő/km2. A lakóegységek száma 360, sűrűségük 113,2 db/km2. A lakosok 92%-a fehér, 0,1%-a afroamerikai, 3,3%-a indián, 0,5%-a ázsiai, 0,1%-a a Csendes-óceáni szigetekről származik, 2,3%-a egyéb, 1,5%-a pedig kettő vagy több etnikumú. A spanyol vagy latino származásúak aránya 5,8% (5,7% mexikói,  0,1% kubai, )
A háztartások 27,4%-ában élt 18 évnél fiatalabb. 49,5% házas, 10,1% egyedülálló nő, 2,6% egyedülálló férfi, 37,8% pedig nem család. 32,9% egyedül élt; 16,3%-uk 65 éves vagy idősebb. Egy háztartásban átlagosan 2,36 személy élt; a családok átlagmérete 3,03 fő.
A medián életkor 44,4 év volt. A város lakóinak 25,2%-a 18 évesnél fiatalabb, 5,3% 18 és 24 év közötti, 20,7%-uk 25 és 44 év közötti, 25,9%-uk 45 és 64 év közötti, 23%-uk pedig 65 éves vagy idősebb. A lakosok 47%-a férfi, 53%-a pedig nő.

## Híres személyek
- Al Rinker – a The Rhythm Boys énekese[13]
- Mildred Bailey – jazzénekes[14]

## Fordítás
Ez a szócikk részben vagy egészben  a   Tekoa, Washington című angol Wikipédia-szócikk ezen változatának fordításán alapul.  Az eredeti cikk szerkesztőit annak laptörténete sorolja fel. Ez a jelzés csupán a megfogalmazás eredetét és a szerzői jogokat jelzi, nem szolgál a cikkben szereplő információk forrásmegjelöléseként.